# Falkenau
Falkenau è una frazione della città tedesca di Flöha, nel Land della Sassonia.

## Storia
Il 1º ottobre 2011 il comune di Falkenau venne soppresso e aggregato alla città di Flöha.